# Helmuth Koinigg
Helmuth Koinigg (Bécs, 1948. november 3. – Watkins Glen, 1974. október 6.) osztrák autóversenyző. A Formula–1-ben 1974-ben szerepelt.

## Életpályája
Koinigg eleinte nem a versenyzésben, hanem a síelésben mutatott fel kiemelkedő eredményeket, sőt még a nemzeti junior B-csapatba is bekerült. Végül aztán 21 évesen indult be igazán autóversenyzői karrierje, amikor Niki Laudától megvásárolt Mini Cooperjével több remek futamot teljesített, sőt még az ETCC egy fordulóján is részt vett.
Ezt követően figyelt fel rá az ekkor még maga is versenyző Helmut Marko, aki meghívta egy formulaautós tesztre, ahol Koinigg igen biztató eredményeket mutatott, akárcsak első versenyein, de finanszírozási nehézségek miatt sokáig csak álom maradt, hogy eljuthasson a királykategóriáig. Végül aztán 1974-ben egy Formula–2-es régi Surtees-autó volánja mögött sikerült felkeltenie John Surtees figyelmét, akit elkezdett foglalkoztatni annak lehetősége, hogy a következő szezonra szerződtesse az ekkor 25 esztendős osztrákot Formula–1-es csapatához. 1974 augusztusában mutatkozhatott be a Formula–1-ben, méghozzá egy a Scuderia Finotto által futtatott privát Brabham volánjánál. Hazai versenyére nem tudta kvalifikálni magát, de így is sikerült meggyőznie Surteest arról, hogy adjon neki egy esélyt, így a kanadai nagydíjon már az övé volt a 19-es rajtszámú autó, amit Jochen Masstól örökölt meg. Első versenyét a 22. rajthelyről indulva a középmezőnyben, tizedikként zárta, közvetlenül a két gyári Brabham mögött, de megelőzve többek közt a Hill-autókat, Donohue Penskejét és Jacky Ickx Lotusát is.
A szezonzáró USA nagydíjra is megtarthatta ülését, melyre sikeresen kvalifikálta magát többek közt csapattársát is megelőzve. A verseny 10. körében azonban beütött a katasztrófa, a 7-es kanyarban a Surtees a felfüggesztés hibája miatt elhagyta a pályát, és a korlátnak ütközött. A sebesség nem volt különösebben nagy, így Koinigg minden bizonnyal komolyabb sérülések nélkül túlélhette volna a balesetet, csakhogy a többsoros szalagkorlát alsó eleme átszakadt az ütközéstől, a felső viszont nem, így az autó becsúszott alá, a korlát pedig lefejezte a versenyzőt.

## Eredményei

### Teljes Formula–1-es eredménysorozata
(Táblázat értelmezése)

(Félkövér: pole-pozícióból indult; dőlt: leggyorsabb kört futott) 

| Év   | Csapat           | 1   | 2   | 3   | 4   | 5   | 6   | 7   | 8   | 9   | 10  | 11  | 12     | 13  | 14     | 15     | Helyezés | Pont |
| ---- | ---------------- | --- | --- | --- | --- | --- | --- | --- | --- | --- | --- | --- | ------ | --- | ------ | ------ | -------- | ---- |
| 1974 | Scuderia Finotto | ARG | BRA | RSA | ESP | BEL | MON | SWE | NED | FRA | GBR | GER | AUT NK | ITA |        |        | -        | 0    |
| 1974 | Team Surtees     |     |     |     |     |     |     |     |     |     |     |     |        |     | CAN 10 | USA Ki | -        | 0    |